# Bernheim-Jeune

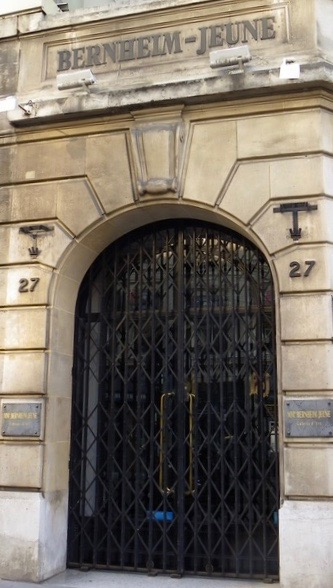
Die Galerie Bernheim-Jeune, Seiteneingang an der Avenue Matignon im Jahr 2013.

Bernheim-Jeune steht zugleich für den Namen einer französischen Familie von Kunsthändlern, für eine der ältesten und bedeutendsten kommerziellen Galerien für zeitgenössische Kunst in Paris und für den diesem Unternehmen angeschlossenen Kunstbuchverlag Éditions Bernheim-Jeune. Sie wurde 2019 geschlossen.
Die ursprünglich in Brüssel gegründete, nach eigenen Angaben im Jahr 1863 nach Paris verlegte Kunstgalerie, die von den Nachfahren des Gründers geleitet wurde, befand sich – nach mehrmaligem Namens- und Standortwechsel – seit dem Jahr 1925 an der Kreuzung der Straßen rue du Faubourg Saint-Honoré (N° 83) und Avenue Matignon (N° 27) im 8. Arrondissement.
Gemeinsam mit den früheren Galerien Paul Durand-Ruels und Ambroise Vollards ist sie den fortschrittlichen Pariser Kunstgalerien zuzuordnen, die in den letzten Jahrzehnten des 19. Jahrhunderts den Kunsthandel revolutionierten und Anfang des 20. Jahrhunderts die Grundlagen des modernen Kunstmarktes schufen.

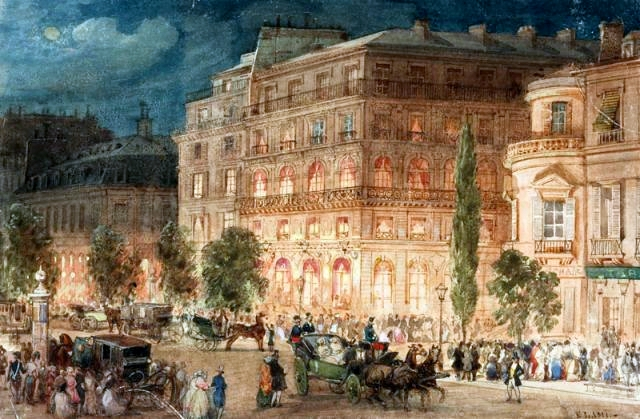
Eugène Louis Lami: Der Boulevard des Italiens in der Nacht, an der Ecke zur rue Laffitte, 1842. Bernheims spätere Galerie lag 50 m entfernt in der rue Laffitte Nr. 8

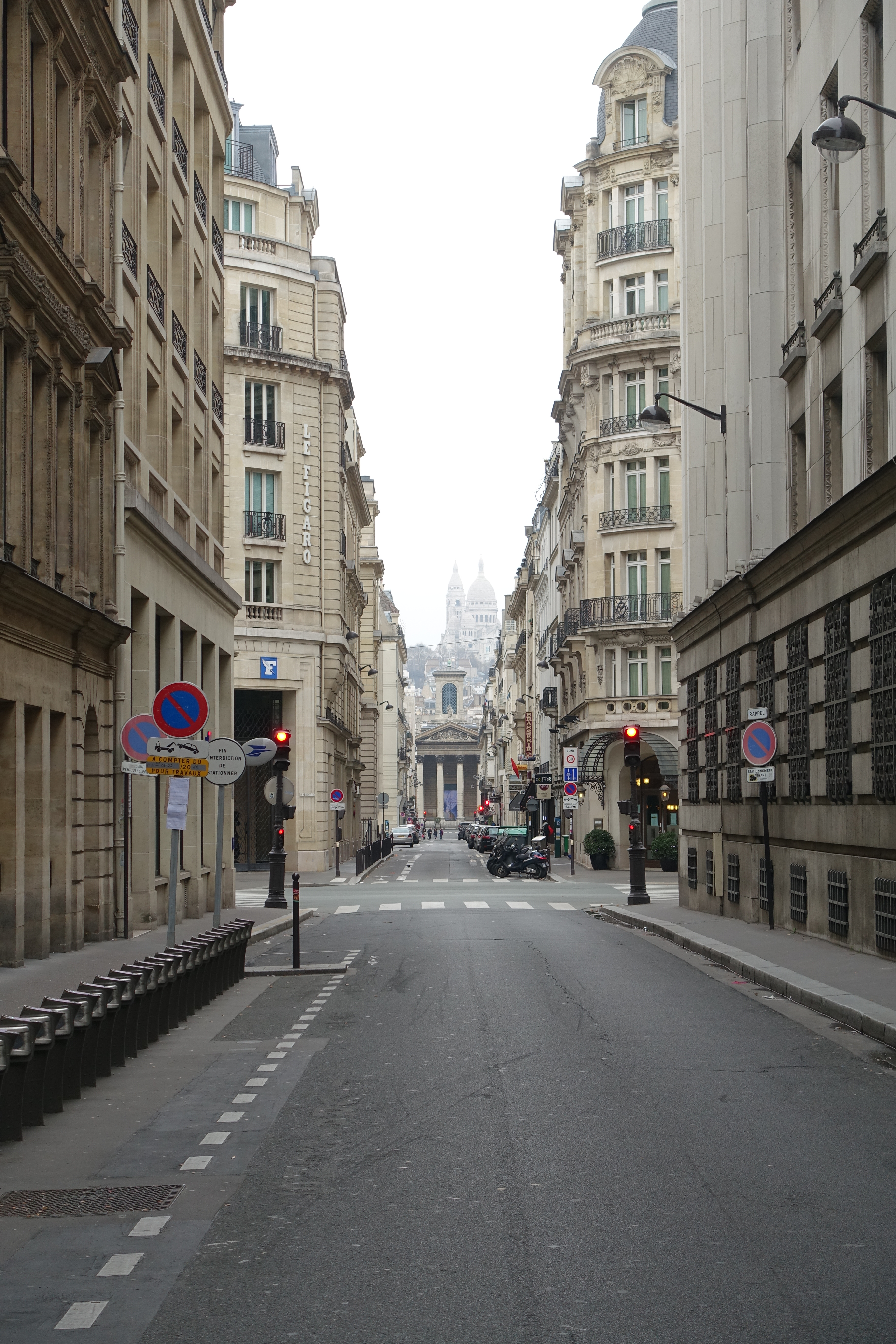
Rue Laffitte Nr. 2/12 (rechts im Vordergrund) im Jahr 2016. Am früheren Standort der ersten Galerie Bernheim in Paris erhebt sich seit 1925 ein Bankgebäude.

## Geschichte
Der Ursprung der Galerie geht zurück auf den in Besançon beheimateten Farbenhändler und Kunstsammler Joseph Bernheim (1799–1859), dessen Sohn Alexandre Bernheim (1839–1915) freundschaftlichen Umgang mit den Künstlern pflegte, die im väterlichen Geschäft Farben und Malzubehör kauften und ihre Werke ausstellten. Der aus der Umgebung von Besançon stammende Maler Gustave Courbet (1819–1877) ermutigte den jungen Alexander Bernheim, nachdem dieser im Alter von 20 Jahren seinen Vater verloren hatte, sich dem Kunsthandel zuzuwenden, und machte ihn mit bedeutenden Künstlern bekannt, wie Eugène Delacroix (1798–1863) und Camille Corot (1796–1875).
Alexandre Bernheims Pariser Galerie war ab 1863 und bis mindestens 1913 in der rue Laffitte (Nr. 8) ansässig. Sie ist nicht mit der Galerie Georges Bernheim zu verwechseln, die zeitweilig in derselben Straße (Nr. 9) bestand. Bernheims Unternehmen lag nur einige Schritte von dem eleganten, in früheren Zeiten vorübergehend Boulevard de Gand genannten Boulevard des Italiens entfernt, von dem sich das etwa 1855 für den Dandy eingeführte französische Substantiv gandin ableitet und der damals seit geraumer Zeit die eleganteste Pariser Promenade war. Die luxuriösen, stark frequentierten Cafés und Restaurants des Boulevards zogen tagsüber die Kundschaft der gläsernen Passagen an, abends das Publikum der in unmittelbarer Nachbarschaft angesiedelten Opéra Le Peletier, der Salle Favart, Stammhaus des Ensembles der Opéra-Comique und zahlreicher anderer benachbarter Bühnen. Weitere Publikumsattraktionen in der Umgebung waren das 1852 eröffnete Auktionshaus Hôtel Drouot und das in der rue Laffitte befindliche Studio des Porträtfotografen Étienne Carjat (Nr. 56). Der im oberen Bereich der Straße, in einem Eckhaus an der rue Lafayette (Nr. 34) niedergelassene Bilderrahmer, Farben- und Kunsthändler Louis Latouche (1829–1884) unterstützte die Impressionisten bei der Organisation des Salon des Refusés des Jahres 1867. Die günstige Lage in diesem von Künstlern sowie potentiellen Sammlern und Käufern bevölkerten Viertel bewog nicht nur Bernheim dazu, die rue Laffitte als Standort zu wählen, sondern auch seine bedeutendsten Konkurrenten. Im April 1870 öffnete die Galerie Paul Durand-Ruels (Nr. 16), im Jahr 1893 die Galerie Ambroise Vollards (Nr. 39, dann Nr. 41, ab 1901 Nr. 6). 1904 bezog Clovis Sagot genannt Sagot frère seine kleine Ladengalerie (Nr. 46). Bei Ausbruch des Ersten Weltkrieges beherbergte die von Vollard in seinen Erinnerungen eines Kunsthändlers als Straße der Bilder beschriebene rue Laffitte etwa zwanzig Kunstgalerien.
In dieser zum Zentrum des Marktes für moderne Kunst aufsteigenden Umgebung zeigte Bernheim zunächst Werke der Maler der Schule von Barbizon, später auch jene der damals noch umstrittenen Impressionisten. In den 1890er Jahren begann er, seine Söhne Josse, eigentlich Joseph Bernheim-Jeune (1870–1941) und Gaston Bernheim-Jeune (1870–1953), der unter dem Pseudonym Gaston de Villers als Maler wirkte in seine Aktivitäten einzubinden. Unter ihrem Impuls fand im Jahr 1901 die erste bedeutende Van-Gogh-Retrospektive statt (siehe unten).
Damals standen bereits seit 1900 weitere Räumlichkeiten in der rue Richepance (Nr. 15) bei der Kirche La Madeleine im westlichen Bereich der Grands Boulevards zur Verfügung, wohin sich das Treiben der Großbourgeoisie nach dem Brand der alten Opéra der rue Le Peletier und der Eröffnung der prachtvollen Opéra Garnier verlagerte. Dass die dortige Galerie unter dem Namen „Bernheim-Jeune & Cie“ auftrat, zeugt von der seit diesem Zeitpunkt starken Einbindung der beiden Bernheim-Brüder in den Kunsthandel.
Mit der nächsten Galerie machten Josse und Gaston Bernheim-Jeune sich, mit Unterstützung des Vaters, im Jahr 1906 unter dem Namen „Bernheim Frères et Cie“ am Boulevard de la Madeleine (Nr. 25) endgültig selbständig.
Ein abermaliger Umzug an den Standort im Faubourg Saint-Honoré gipfelte im Jahr 1925 in der feierlichen Einweihung der neuen Galerie Bernheim-Jeune durch den damaligen Staatspräsidenten Gaston Doumergue anlässlich der Vernissage der Ausstellung Chefs d'oeuvre du XIXème et XXème siècles. Im selben Jahr waren die Bernheims mit einem eigenen, am Cours la Reine errichteten Pavillon Bernheim Jeune, in dem sie Werke des Bildhauers Maillol zeigten, auf der zukunftsweisenden Pariser Exposition internationale des Arts Décoratifs et industriels modernes vertreten. Zwei Jahre später öffneten sie eine Niederlassung in New York, wo sich Rekordpreise erzielen ließen.
Nach einer durch den Zweiten Weltkrieg und die Besetzung Frankreichs durch deutsche Truppen bedingten vorübergehenden Schließung (1940–1945) nahm die Galerie Bernheim-Jeune ihre Aktivitäten im Jahr 1945 unter der Leitung von Josses Söhnen Jean und Henri wieder auf. Seit 1981 wurde sie von den direkten Nachfahren der Bernheims, Michel und Guy-Patrice Dauberville geleitet, die unter dem Namen Bernheim-Jeune die Familientradition des Handels mit zeitgenössischen Werken fortsetzen. Die Galerie wurde 2019 geschlossen.

## Bedeutung
Alexandre Bernheim und seine Söhne gehören zu jenen Pionieren unter den Pariser Kunsthändlern, die sich in den letzten Jahrzehnten des 19. Jahrhunderts der Förderung avantgardistischer, von der Académie des beaux-arts und der größtenteils aus Akademikern zusammengesetzten Jury des Salons systematisch ausgeschlossener Künstler verschrieb. Der Konservatismus und die Inkompetenz der offiziellen Instanzen gestattete es ihnen, sich einen Platz zwischen den von ihnen unterstützten Künstlern und den Kunstsammlern zu erobern und damit die Voraussetzungen für die Entwicklung des modernen Kunstmarktes des 20. Jahrhunderts zu schaffen.
Auf Initiative des Dichters, Sammlers und Kunstkritikers Julien Leclercq (1865–1901) richteten Bernheim und seine Söhne vom 15. bis 31. März 1901 die bis zu diesem Zeitpunkt größte Van-Gogh-Retrospektive aus, die den deutschen Galeristen Paul Cassirer und die späteren Fauves nachhaltig beeindruckte. Maurice de Vlaminck schrieb später: Ich verließ diese Retrospektive mit aufgewühlter Seele. – An diesem Tag liebte ich Van Gogh mehr als meinen Vater. Anlässlich dieser Werkschau begegnete Vlaminck, dank André Derains, erstmals Henri Matisse. Einige Jahre später lösten die drei gleichgesinnten Künstler den berühmten Skandal im Salon d’Automne (1905) aus.
Als selbständige Galeristen förderten die Brüder Bernheim-Jeune weiterhin Maler des Impressionismus, des Neo- und Postimpressionismus, schenkten aber, mehr als ihr Vater und Vollard, ihre Aufmerksamkeit vornehmlich Malern der Gegenwart, die den endgültigen Bruch mit der Akademie und dem Pariser Salon vollzogen hatten und – von anderen als akademischen künstlerischen Beweggründen beflügelt – neue Wege der Moderne einschlugen. Großes Interesse brachten sie den in der Künstlergruppe Les Nabis zusammengeschlossenen Symbolisten – denen der seit 1899 mit Josses und Josephs Schwester Gabrielle Bernheim verheiratete Félix Vallotton nahestand – und den Fauves entgegen. Zu Beginn des Jahres 1905 – noch vor dem Skandal des Herbstsalons – widmeten sie Henri Matisse eine Einzelausstellung, bevor sie ihn und Kees van Dongen im Jahr 1909 unter Vertrag nahmen.

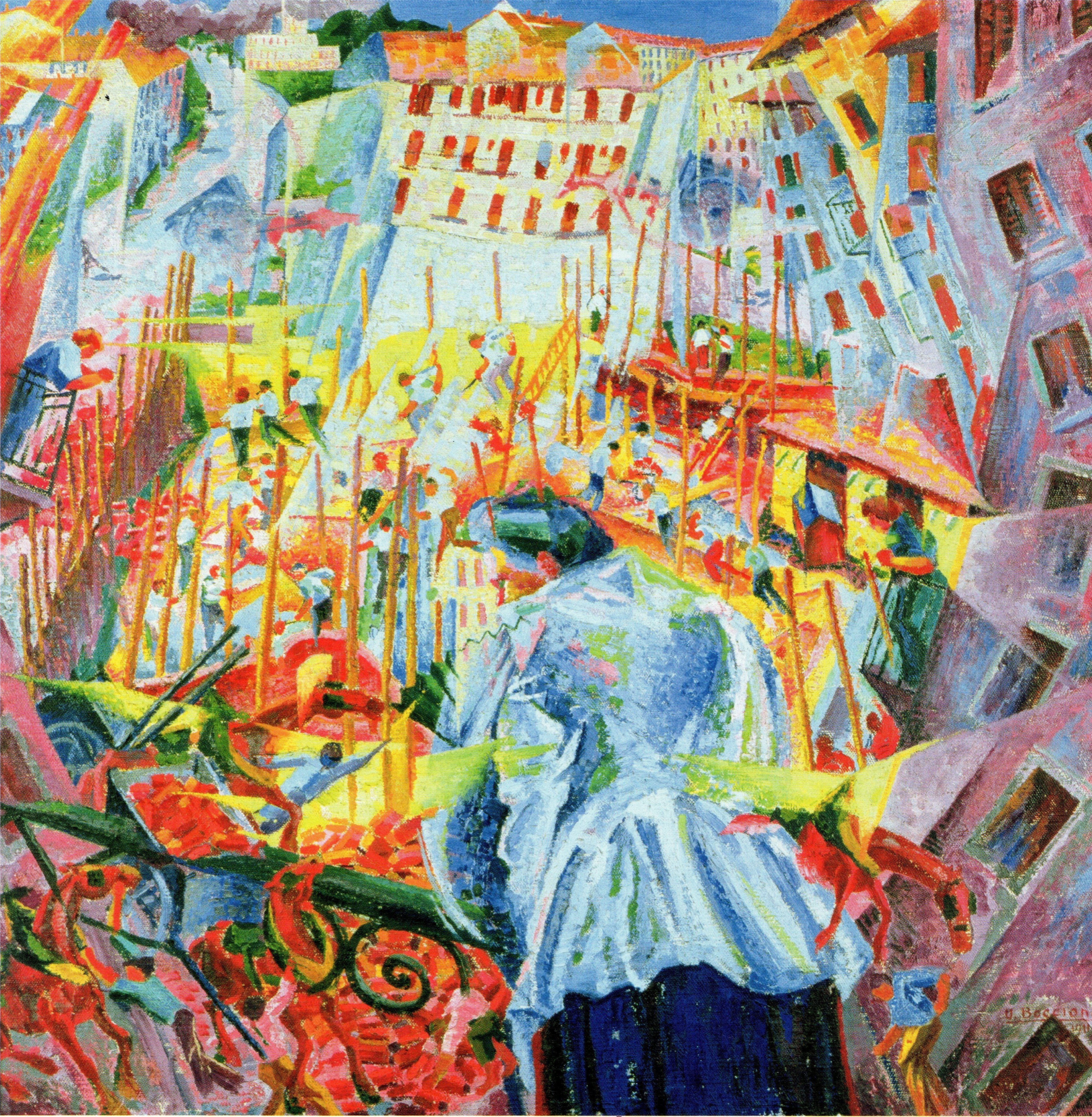
Umberto Boccioni: La strada entra nella casa (1911). Die Galerie Bernheim-Jeune zeigte das Gemälde im Rahmen der ersten im Ausland organisierten Ausstellung der Futuristen, die 1912 in Paris Sensation machte.

Mit der künstlerischen Leitung ihrer Galerie betrauten die Brüder Bernheim-Jeune im Jahr 1906 den anarchistisch gesinnten Journalisten und Kunstkritiker Félix Fénéon (1861–1944), unter dem vom 5. bis zum 24. Februar 1912 die spektakuläre Gruppenausstellung der Futuristen in den Galerieräumen der rue Richepance stattfand (siehe: Der Futurismus vor dem Ersten Weltkrieg).
Nach dem Ersten Weltkrieg nahm die ab 1925 im eleganten Faubourg Saint-Honoré angesiedelte Galerie verschiedene Künstler, insbesondere des Neoimpressionismus und des Symbolismus unter Vertrag und stieg zu einem der ersten Pariser Handelshäuser für Kunstwerke vom Impressionismus bis zur Gegenwart auf, das es bis zum heutigen Tag geblieben ist.
Der französische Kunsthistoriker Gérard Monnier beurteilt die Aktivitäten der Galerie als signifikant für das neue Ausmaß der kulturellen Verantwortlichkeit eines Kunstmarktes. Die Van Gogh und Cézanne gewidmeten Retrospektiven, die mit verschiedenen Künstlern abgeschlossenen Verträge und die Ausstellung der Futuristen seien Anhaltspunkte, die es gestatten würden, die Vielfältigkeit der von einer grossen Pariser Galerie der damaligen Zeit ausgeübten Funktionen [aufzu]zeigen: die Konsekration und Würdigung der grossen modernen Künstler der vorausgegangenen Generation (Van Gogh, Cezanne), die Entdeckung und die vertragliche, kommerzielle Förderung innovativer Künstler der Gegenwart (Matisse), die Beteiligung an einer Bestandsaufnahme der internationalen künstlerischen Aktualität (mit gegebenenfalls ihrer kommerziellen Kontrolle).
Innovativ war nicht zuletzt auch die Tendenz, zwecks Beobachtung dieser neuen internationalen Strömungen bekannte Kunstkritiker – wie Fénéon bei Bernheim-Jeune – in den Kunsthandel einzubeziehen.

## Le Bulletin de la vie artistique und der Verlag Éditions Bernheim-Jeune
Im Jahr 1919 gründeten die Brüder Bernheim-Jeune die zweimonatlich erscheinende Kunstzeitschrift Le Bulletin de la vie artistique. Verantwortlich für die Herausgabe war der künstlerische Leiter der Galerie, Félix Fénéon, redaktioneller Mitarbeiter ab 1921 Adolphe Tabarant. Im selben Jahr gründeten sie den auf die Publikation von Künstlermonografien spezialisierten Verlag.

## Ausstellungen (Auswahl)
Nennenswerte Ausstellungen und von den Galerien Bernheim und Bernheim-Jeune geförderte – teilweise unter Vertrag genommene – Künstler waren:
Vor dem Ersten Weltkrieg
- 1900: Auguste Renoir (1841–1919), Impressionist (59 Gemälde, 1 Aquarell[19])
- 1901: Vincent van Gogh (1853–1890), Postimpressionist (71 Werke[20])
- 1902: Claude Monet (1840–1926), Impressionist
- 1905: Henri Matisse (1869–1954), Fauve, unter Vertrag von 1909 bis 1926
- 1906: Félix Vallotton (1865–1925), den Nabis nahestehender Schweizer Maler und Holzstecher, Schwager der Brüder Bernheim-Jeune
- 1906: Pierre Bonnard (1867–1947), Symbolist, Mitglied der Gruppe Les Nabis
- 1906: Édouard Vuillard (1868–1940), Symbolist, Mitglied der Gruppe Les Nabis
- 1907: Paul Cézanne (1839–1906), Postimpressionist
- 1907: Henri Edmond Cross (1856–1910), Neoimpressionist, Divisionist, unter Vertrag
- 1908: Georges Seurat (1859–1891), Neoimpressionist, Pointillist, unter Vertrag
- 1908: Kees van Dongen (1877–1968), Fauve, unter Vertrag von 1909 bis circa 1916
- 1909: Gustave Courbet (1819–1877), Maler des Realismus (32 Werke)
- 1912: Gruppenausstellung der Futuristen:

Umberto Boccioni (1882–1916), Carlo Carrà (1881–1966), Luigi Russolo (1885–1947), Gino Severini (1883–1966)
- 1912: Auguste Chabaud (1882–1955), Fauve, Kubist, Expressionist (53 Gemälde, Zeichnungen)
- 1913: Paul Signac (1863–1935), Neoimpressionist, Pointillist
- 1914: Juliette Roche (1884–1980), Weggefährtin der Nabis und der Dadaisten
- 1916: Douanier Henri Rousseau (1844–1910), Vertreter der Naiven Kunst, Retrospektive
- 1916: Jacqueline Marval (1866–1932)

Nach dem Ersten Weltkrieg
- 1920: Maurice de Vlaminck (1876–1958), Fauve
- 1921: Raoul Dufy (1877–1953), Fauve, unter Vertrag ab 1929
- 1922: Amedeo Modigliani (1884–1920), der École de Paris zugeordneter italienischer Maler und Bildhauer
- 1923: Maurice Utrillo (1883–1955)
- 1926: Groupe de la jeune peinture contemporaine, Gruppenausstellung mit Werken von Maurice Vlaminck, Pablo Picasso, Dufy, Marc Chagall, Georges Braque und anderen
- 1928: Tsuguharu Foujita (1886–1968), der Ecole de Paris zugeordneter japanischer Maler

Im Jahr 1929 zeigte Bernheim-Jeune die von Paul Guillaume (1891–1934) zusammengetragene, damals bedeutendste europäische Sammlung moderner Kunst. Unter Vertrag nahm die Galerie in den Jahren zwischen den beiden Weltkriegen neben den vorstehend bereits genannten Künstlern Henri Matisse, Pierre Bonnard, Edouard Vuillard, und Paul Signac auch die Nabis Paul Sérusier (1864–1927) und Maurice Denis (1870–1943).
Nach dem Zweiten Weltkrieg
Die dritte Bernheim-Generation setzte die Familientradition nach dem Zweiten Weltkrieg fort. Heute vertritt die Galerie unter anderem die Interessen folgender zeitgenössischer Maler und Bildhauer, beziehungsweise ihrer Erben:
- Lucien Fontanarosa (1912–1975)
- Fulcrand (1914–2004)
- Serge Belloni (* 1925?)
- Shlomo Selinger (* 1928)
- Claude Lhoste (* 1929)
- Pollès (* 1945)

## Mitglieder der Familien Bernheim und Bernheim-Jeune
- Joseph Bernheim (1799–1859), Farbenhändler und Kunstsammler in Besançon
- Alexandre Bernheim (1839–1915), Kunsthändler in Paris, Sohn des Vorgenannten; er heiratete Henriette Adler, die ihm mehrere Kinder gebar:
  - Gabrielle Bernheim (1863–1932); sie heiratete als geschiedene Gabrielle Rodrigues-Henriques im Jahr 1899 den Maler Félix Vallotton (1865–1925)
  - Joseph Bernheim-Jeune (1870–1941), genannt Josse, Kunsthändler in Paris; er heiratete Mathilde Adler (1892–1963). Im Verlauf des Zweiten Weltkrieges nahm er den Decknamen Henry Dauberville an. Bekannt sind zwei Söhne: Jean und Henri, Kunsthändler in Paris.
  - Gaston Bernheim-Jeune (* 20. Dezember 1870; † ?), Pseudonym Gaston de Villers, auch Bernheim de Villers, Kunsthändler und Maler in Paris; er heiratete Suzanne Adler (* 9. Dezember 1883; † 1961). Während des Zweiten Weltkrieges setzte das Paar sich vermutlich in die Schweiz ab.[22] Renoir porträtierte ihre Tochter Geneviève, spätere Comtesse Jean de la Chapelle

Darstellungen
- 1899: Félix Vallotton: Madame Vallotton, geborene Gabrielle Bernheim (1863–1932), Öl auf Leinwand, 58 × 50 cm, Paris, Musée d’Orsay.
- 1902: Félix Vallotton: Madame Alexandre Bernheim, geborene Henriette Adler, Öl auf Karton, 48 × 67,5 cm, Paris, Musée d’Orsay
- 1902: Félix Vallotton: Le Poker, Öl auf Holz, 52,5 m × 67,5 cm, Paris, Musée d’Orsay. Das Gruppenporträt zeigt Vallottons Schwager J. Aghion, seine Schwiegermutter Henriette Bernheim, geborene Adler, den Kunsthändler Jos Hessel und Marcus Adler, den Bruder von Henriette Bernheim beim Pokerspiel.
- 1901: Auguste Renoir: Madame Gaston Bernheim de Villers, Öl auf Leinwand, 93 × 73 cm, Paris, Musée d’Orsay
- 1908: Pierre Bonnard: La Loge, Öl auf Leinwand, 120 × 91 cm, Paris, Musée d’Orsay. Das Familienporträt zeigt Gaston und Joseph (Josse) Bernheim-Jeune mit Mathilde, geborene Adler (1892–1963), Ehefrau von Josse und Suzanne, geborene Adler (1883–1961), Ehefrau von Gaston. Datenbank Joconde
- 1910: Auguste Renoir: Madame Josse Bernheim-Jeune und ihr Sohn Henry, Öl auf Leinwand, 73,3 cm × 92,5 cm, Paris, Musée d’Orsay
- 1910: Auguste Renoir: Geneviève Bernheim de Villers, künftige Comtesse Jean de la Chapelle, Bildnis der kleinen Tochter von Gaston und Suzanne Bernheim de Villers, Öl auf Leinwand, 53 × 44 cm, Paris, Musée d’Orsay. Schenkung der Eltern des Modells anlässlich ihres 50. Hochzeitstages
- 1910: Auguste Renoir: Monsieur et Madame Bernheim de Villers, Öl auf Leinwand, 81 × 65,5 cm, Paris, Musée d’Orsay
- 1920: Pierre Bonnard: Joseph Bernheim-Jeune und Gaston Bernheim de Villers, Öl auf Leinwand, 165,5 × 155,5 cm, Paris, Musée d’Orsay

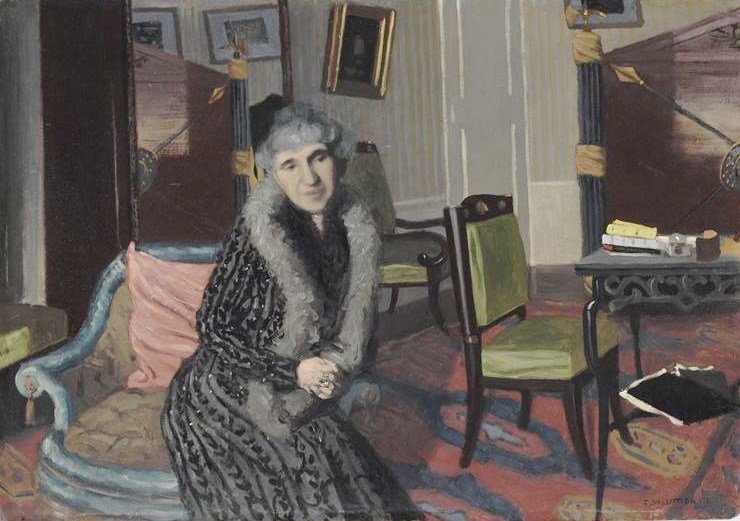
Félix Vallotton: Madame Alexandre Bernheim, geborene Henriette Adler (1902)
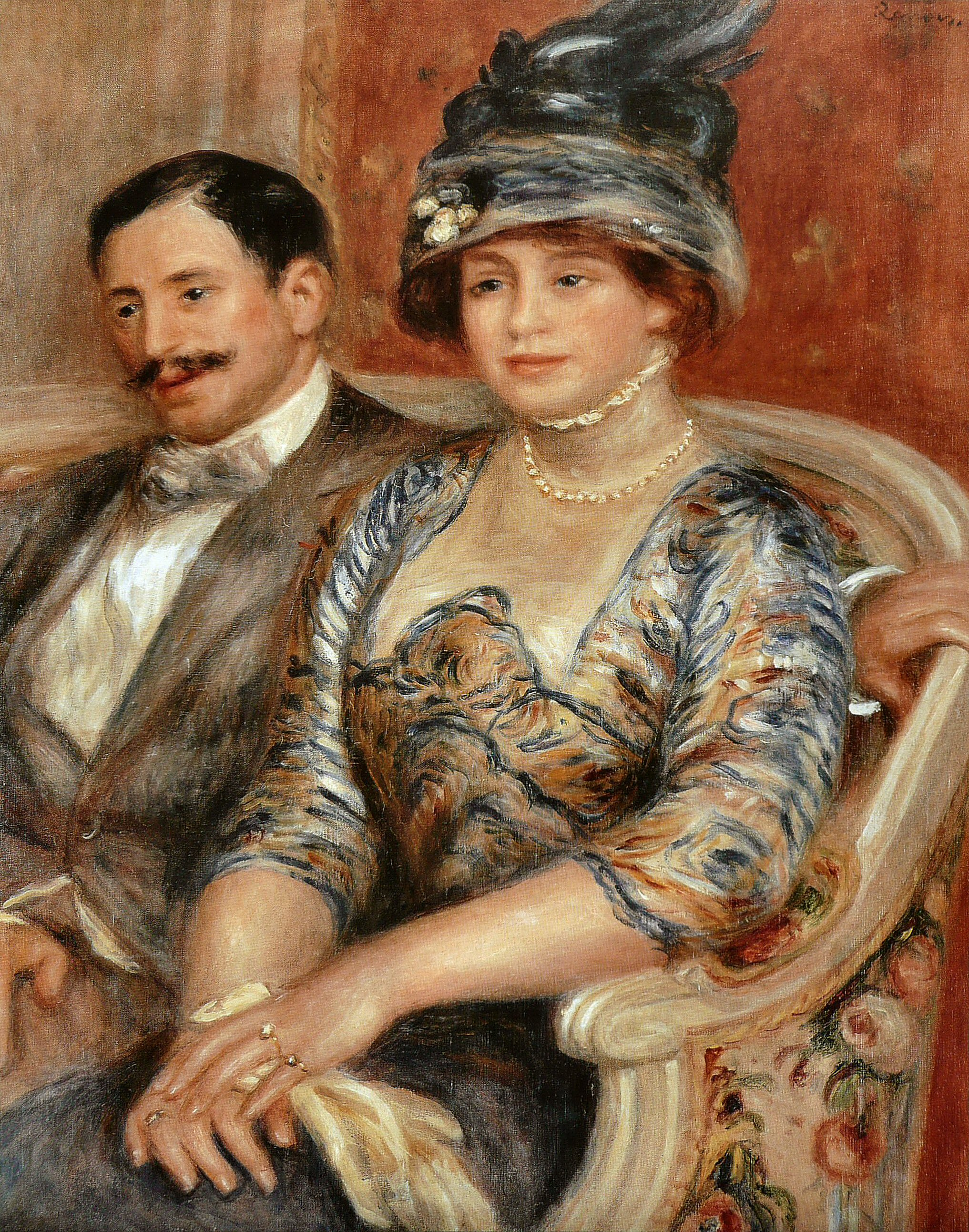
Auguste Renoir: Monsieur et Madame Bernheim de Villers (1910)
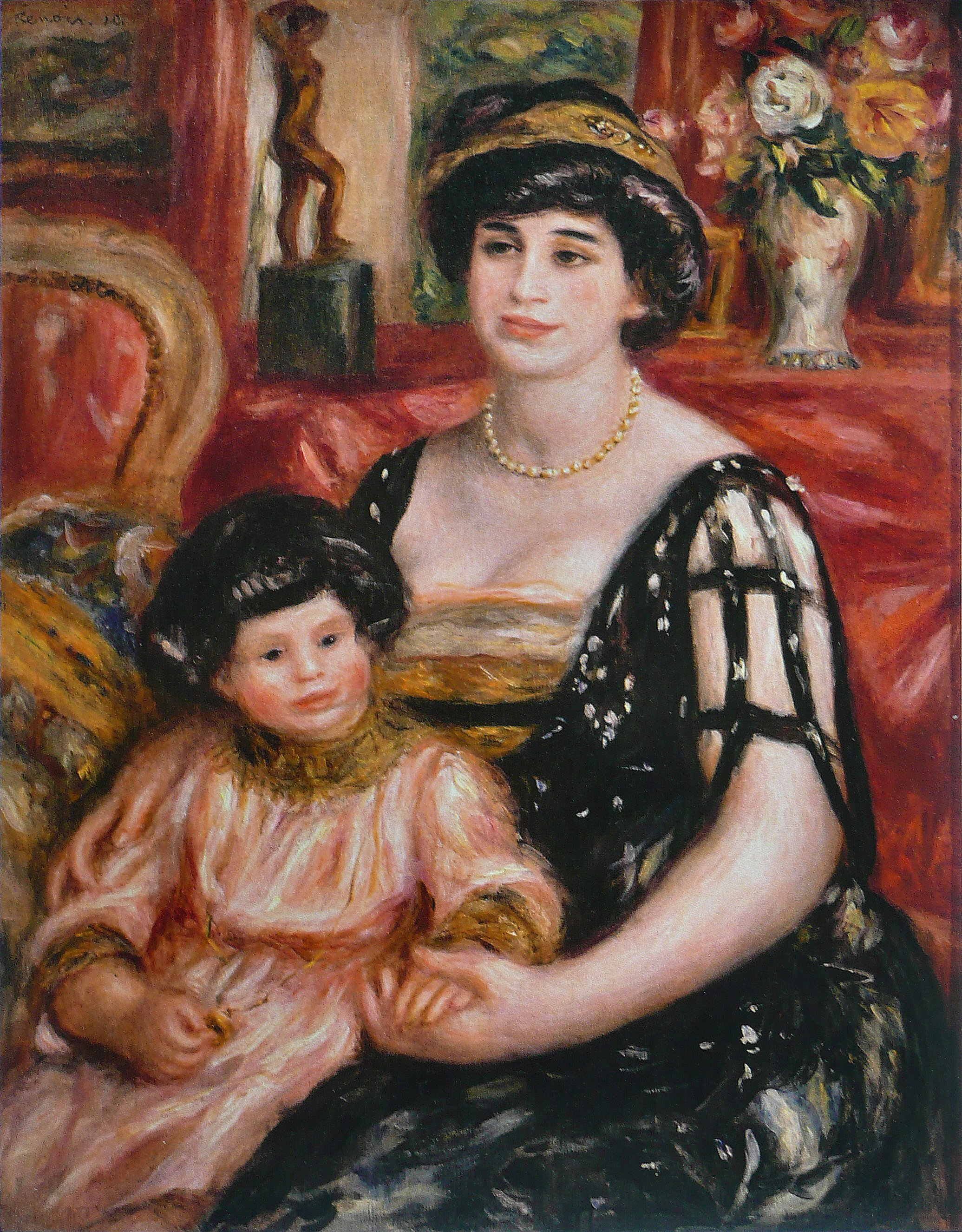
Auguste Renoir: Madame Josse Bernheim-Jeune und ihr Sohn Henry (1910)
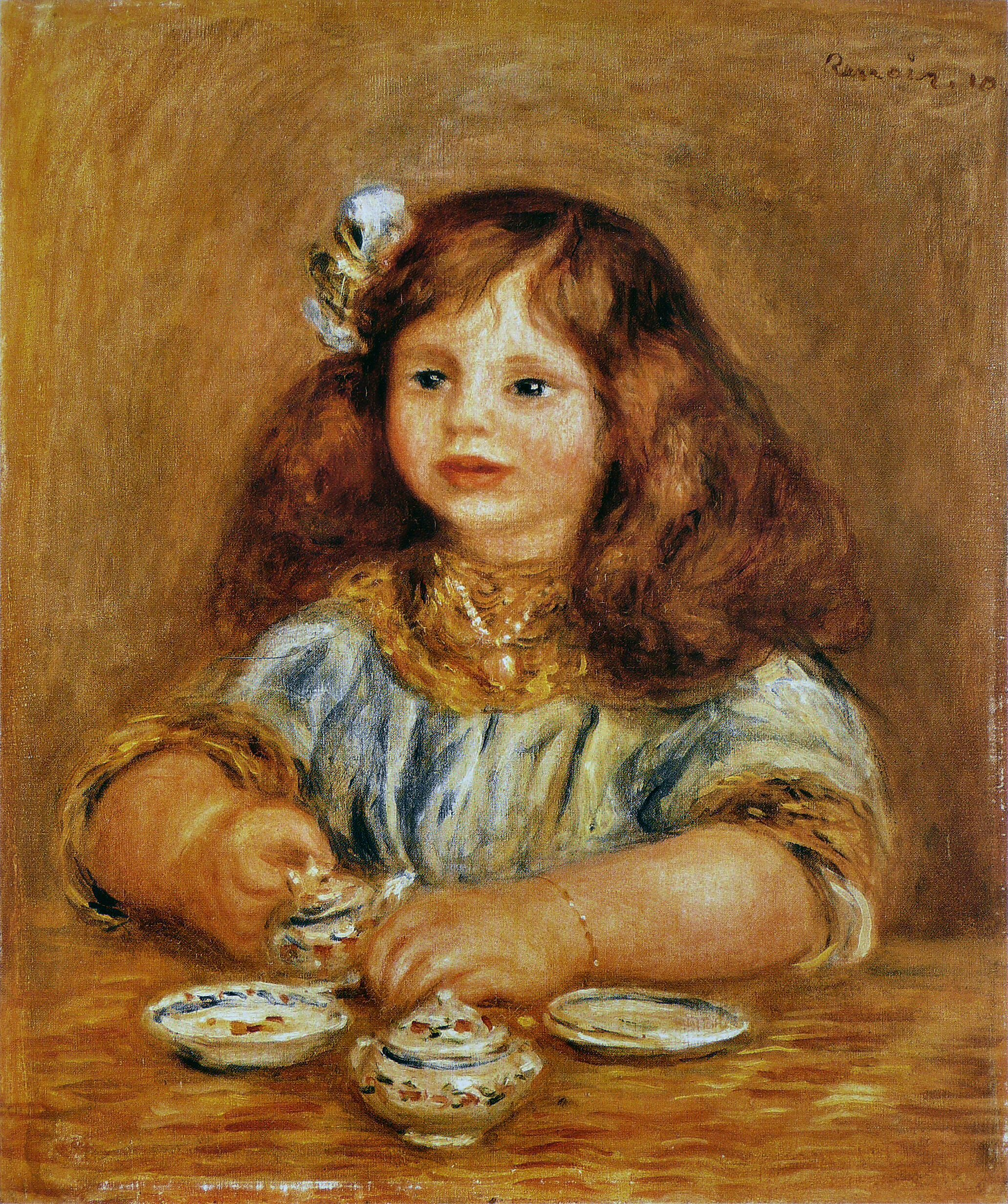
Auguste Renoir: Geneviève Bernheim de Villers (1910)
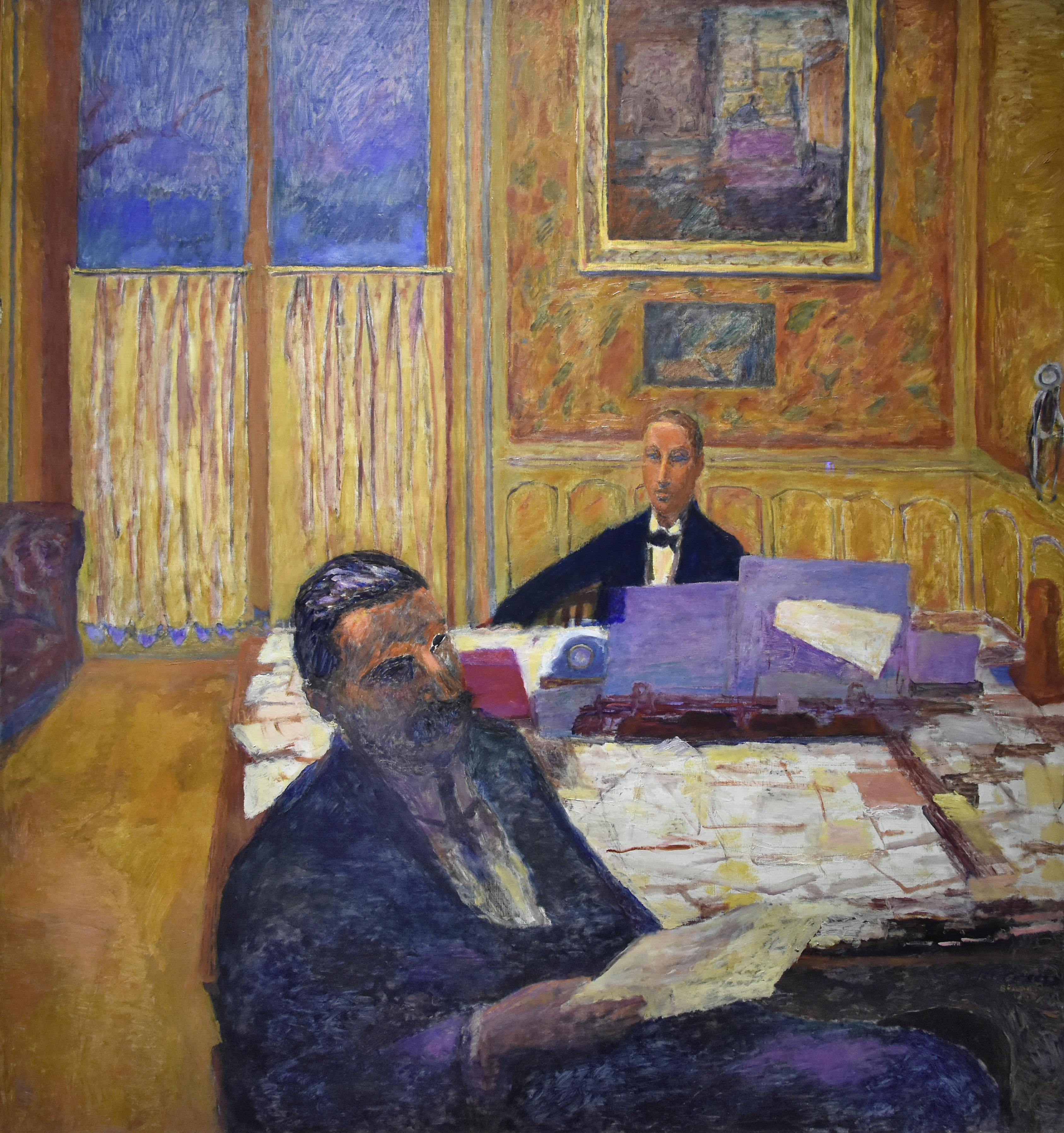
Pierre Bonnard: Les frères Bernheim-Jeune (1920)